# Peracak Jaya
Peracak Jaya is een bestuurslaag in het regentschap Ogan Komering Ulu van de provincie Zuid-Sumatra, Indonesië. Peracak Jaya telt 1146 inwoners (volkstelling 2010).